# Via Borgo di Sotto
Via Borgo di Sotto, a Ferrara, inizia dall'incrocio con via Saraceno e prosegue poi il suo tracciato curvilineo per terminare all'incrocio con via Madama, via Borgovado e via Scandiana. Anticamente rientrava nel castrum bizantino.

## Storia
La storia della strada è intrecciata a quella di confraternite di battuti dediti a penitenze corporali, alla gestione di ospedali e a seguire condannati a morte o malati abbandonati. 
Rientrava nell'area del Castello dei Curtensi e sino agli interventi di Ercole I d'Este sulla cinta muraria cittadina vi si accedeva, dall'esterno, attraverso una porta detta di Sotto.

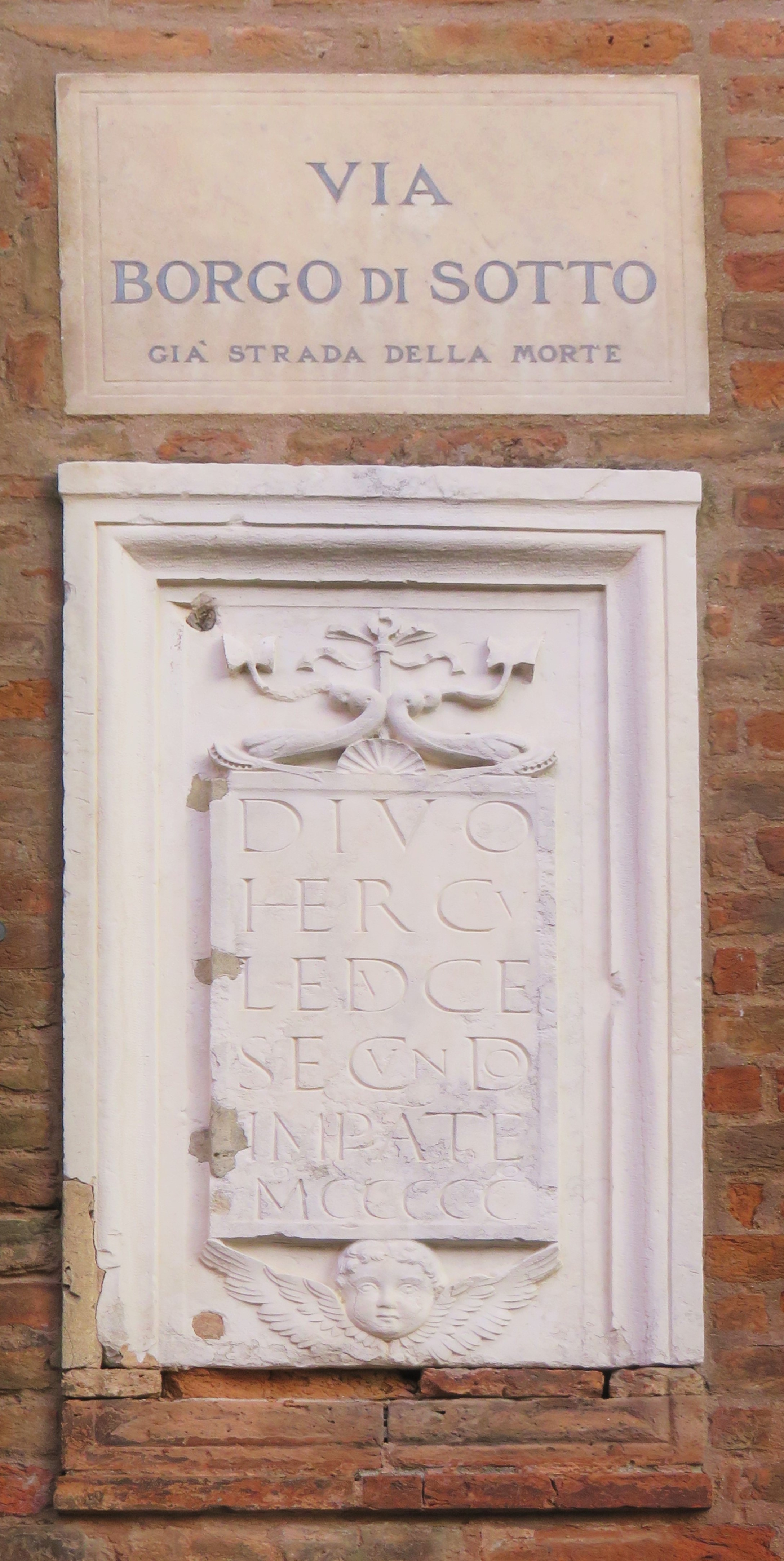
Via Borgo di Sotto, già strada della Morte

### Origini del nome
Un tempo venne chiamata Strada dei Battuti Bianchi o anche Strada della Morte. Nella vicina via Praisolo infatti esisteva un ospedale gestito dai Battuti Bianchi, una delle diverse confraternite nate dal movimento dei Flagellanti che erano arrivate a Ferrara nel XIII secolo. 
I Battuti Bianchi avevano anche un oratorio, dedicato a Santa Maria Novella, mentre i Battuti Neri, in via borgo di Sotto, tenevano un oratorio della Buona Morte in quella che sino al 1950 era la chiesa di Sant'Apollinare.

## Luoghi di interesse

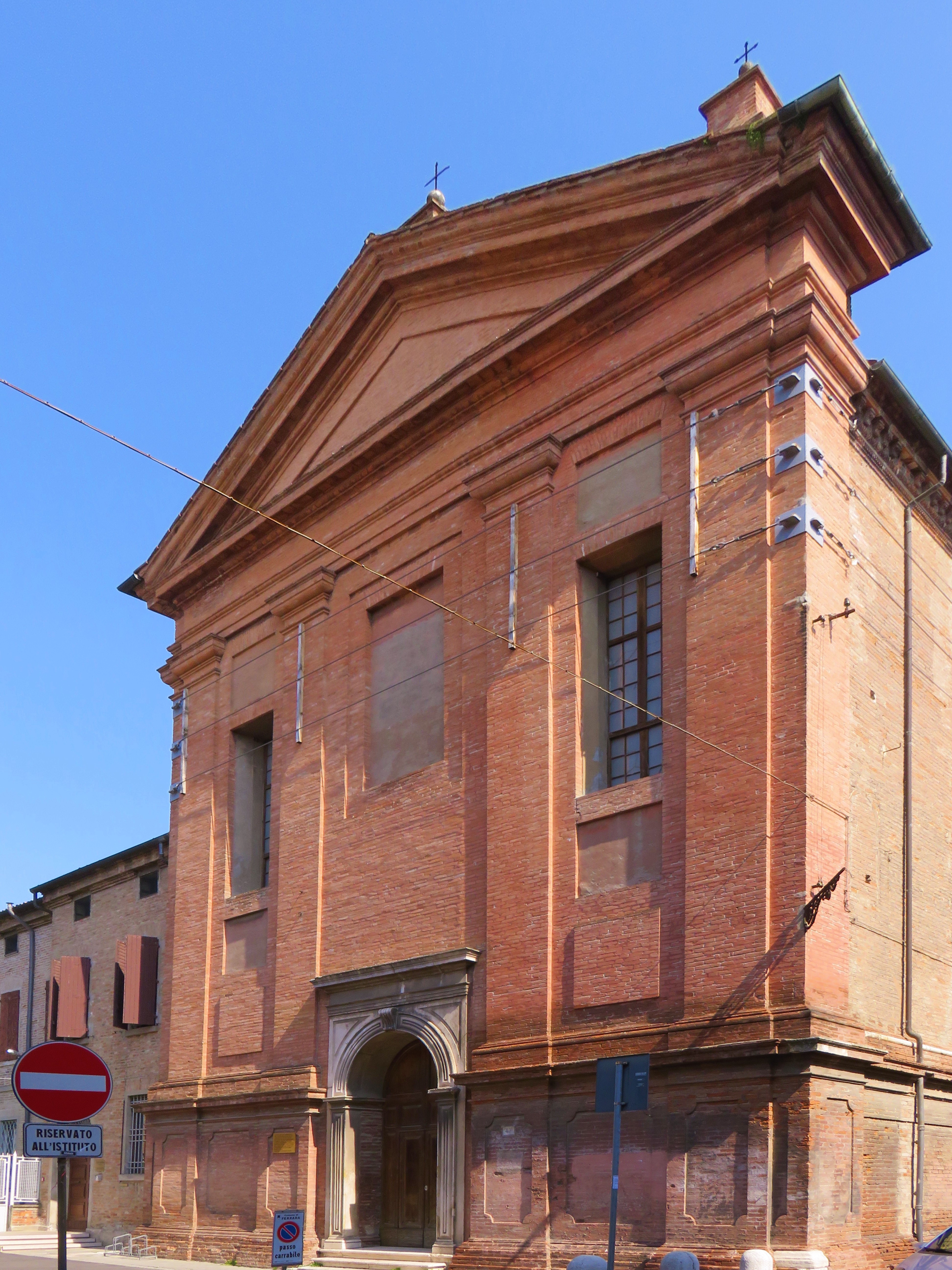
Oratorio dell'Annunziata.

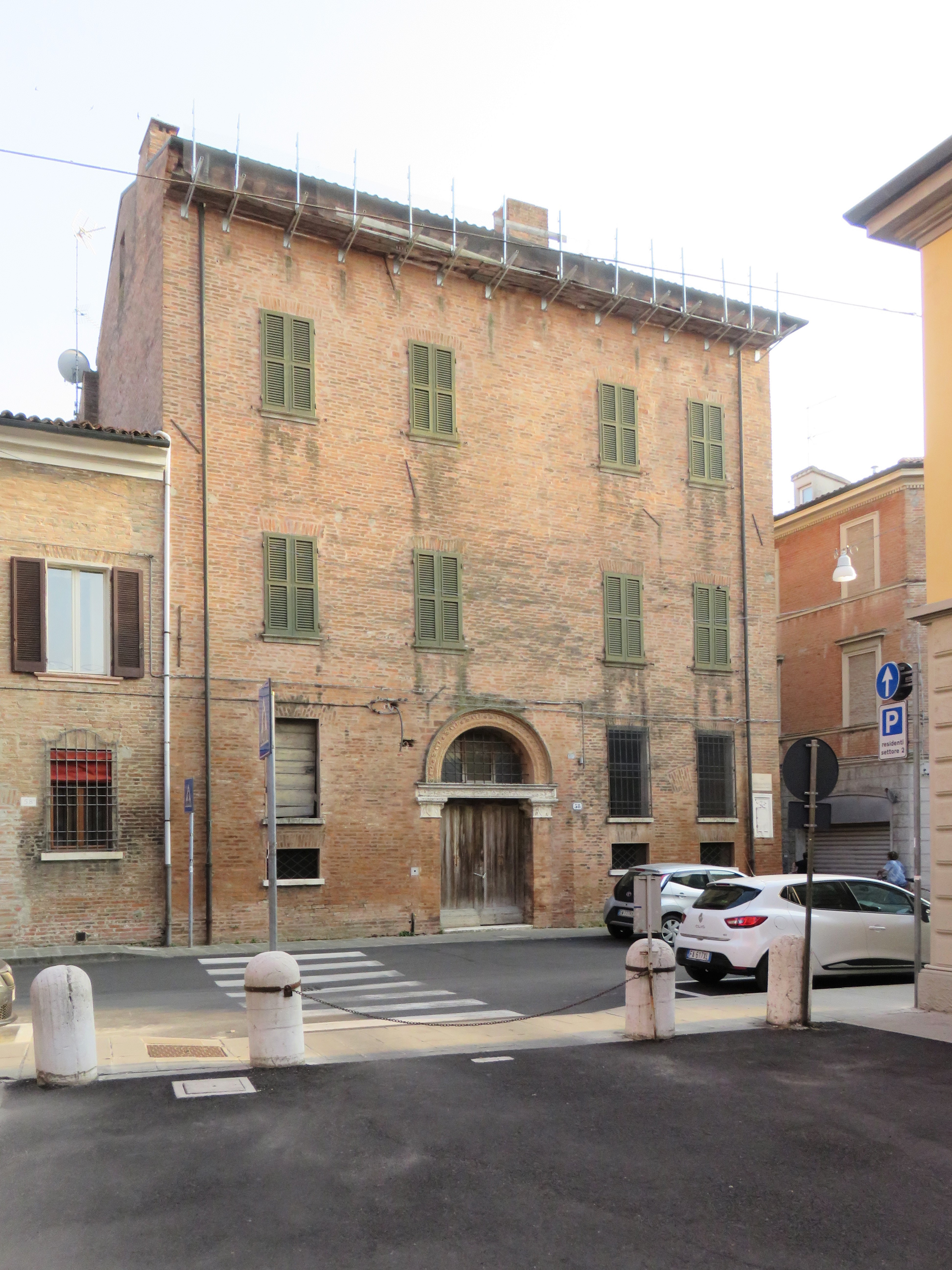
Casa Novelli.

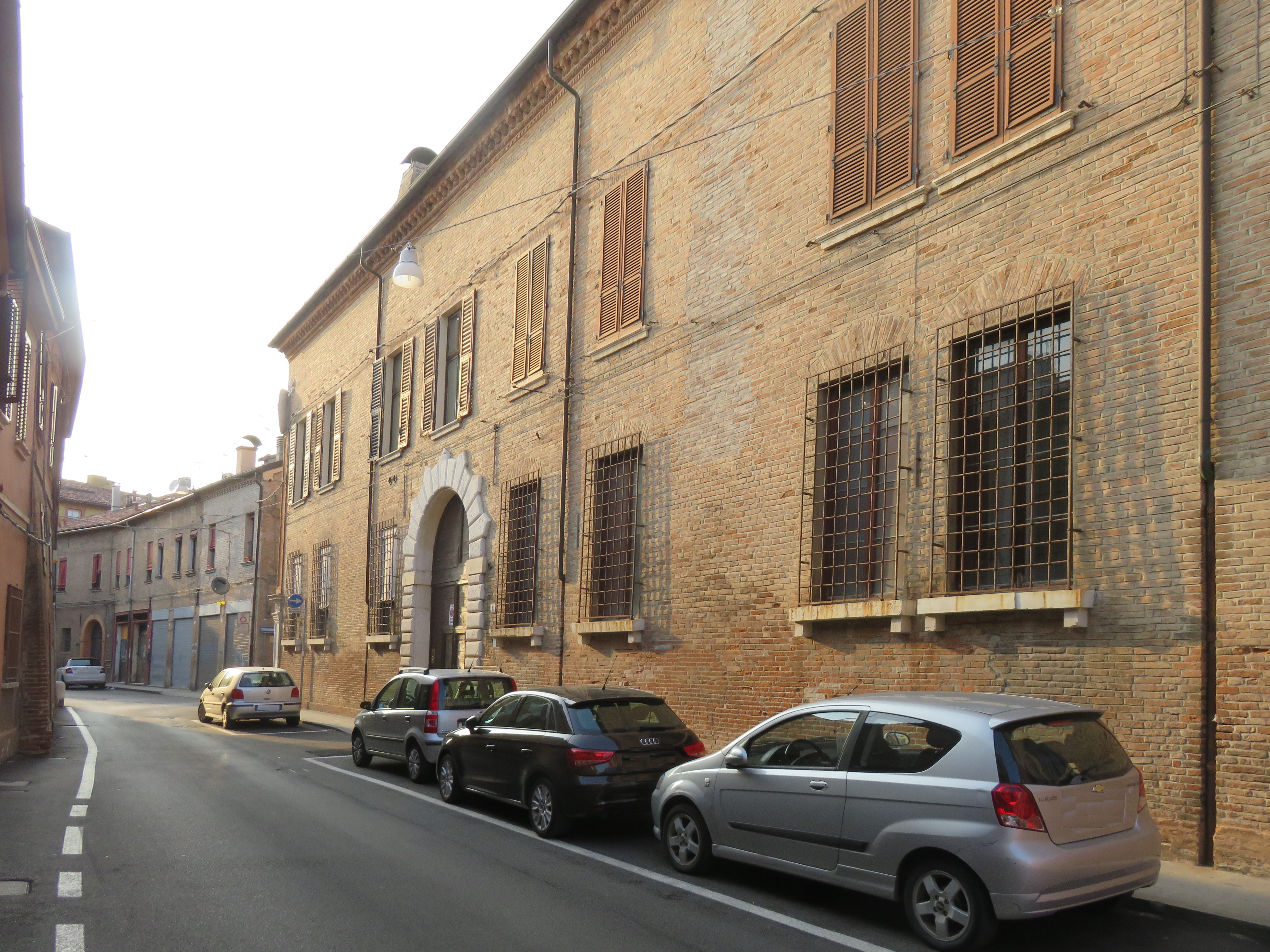
Palazzo Guarnieri (poi Ravalli).

- L'Oratorio dell'Annunziata sorge al civico 89 della via. Nato come oratorio dei Battuti Neri, poi trasformato in chiesa di Sant'Apollinare ed infine di nuovo riportato all'apetto interno originale pur conservando la facciata esteriore di chiesa.

- Accanto all'ingresso dell'oratorio dell'Annunziata c'era un piccolo vicolo cieco, lo stradello dei lacci, dove il giorno di San Giovanni si bruciavano le corde ustate per le esecuzioni capitali.

- Al civico 11 si trova il palazzo Guarnieri (poi Ravalli), edificato attorno al 1452, appartenuto in tempi successivi alle famiglie Varano, Rimbaldesi, Sacrati, Aventi, Tebaldi e Trotti.

- All'angolo con via Ghisiglieri sorge il bel palazzo dei conti Novelli, poi palazzo Guglielmini, appartenuto ai conti Ferretti e in seguito alla famiglia Novi.

Costruito attorno al 1500 conserva due belle lapidi in marmo e presenta un elegante portale in cotto ferrarese già descritto da Reggiani come opera notevole, in particolare per la raffinata volta..